# 歌え若人達
『歌え若人達』（うたえわこうどたち）は、1963年1月6日に日本で公開された映画。

## スタッフ
- 監督・製作：木下惠介
- 製作：白井昌夫
- 脚本：山田太一
- 撮影：楠田浩之
- 音楽：木下忠司

## キャスト
- 森康彦：松川勉
- 宮本伸一：川津祐介
- 岡田一之助：三上真一郎
- 平尾弘：山本圭
- 中島裕子：倍賞千恵子
- 本庄淑子：冨士眞奈美
- 厚木紀子：岩下志麻
- 岡田の祖母：東山千栄子
- 森の母：川上夏代
- 平尾の母：京塚昌子
- 平井：永井智雄
- ダーリン：中田浩二
- お恵ちゃん：八木千枝
- 編集長：大森義夫
- 浜田：椎名勝己
- 香山：山口崇
- 平山教授：三島雅夫
- 経済学教授：益田喜頓
- 食堂のおばさん：武智豊子
- 食堂のおじさん：柳家金語楼
- 下宿のおばさん：清川玉枝
- ビル掃除のおやじ：山口松三郎
- 運転手：渥美清
- プロデューサー中井：ロイ・ジェームス
- 松本義男：浜田正彦
- ケネディの学生：山本豊三
- 説明する学生：津川雅彦
- 帰京する学生：林家珍平
- 管理人：若水ヤエ子
- バーのマダム：坪内美詠子
- 犯人：田中晋二
- 果物屋の娘：珠樹ルミ
- 女性：小野千鶴子、岬洋子、深見悦子
- その他：佐田啓二、岡田茉莉子